# Nytårsdag
 Denne artikel omhandler overvejende eller alene danske forhold. Hjælp gerne med at gøre artiklen mere almen.
Nytårsdag er døgnet der starter 1. januar kl. 00.00.00 og er således den første dag i det nye år. Dagen er en officiel helligdag i Danmark..

## Danmark
Mange danskere holder hviledag nytårsdag. Mange har fri og restituerer sig oven på nytåret, hvor mange kommer temmelig sent i seng og ofte også er berusede og evt. har tømmermænd. Efterhånden er det blevet en tradition at tv sender udsendelser, der ikke kræver de store anstrengelser at følge med i: flot nytårskoncert fra Wien og skihop fra Garmisch-Partenkirchen. 
Desuden sender tv Statsministerens nytårstale på Marienborg om aftenen.
1. januar har i øvrigt den særstatus at være en verdslig helligdag. Dette kan føres tilbage til, at året tidligere startede på Mariæ Bebudelsesdag, der selvsagt var en kirkelig helligdag. Da årets start flyttede til 1. januar, fulgte statussen med.

## Danske traditioner
Der er tradition for at skyde fyrværkeri af, når rådhusklokkerne i København har slået det 1. slag af de 12. Der skåles ofte i champagne, gerne med kransekage til. Danskerne ønsker hinanden godt nytår.
Nogle nynner eller synger "Vær velkommen, Herrens år" som sendes med kor i fjernsynet efter transmissionen af rådhusklokkerne fra Rådhuspladsen i København. Næste sang er "Der er et yndigt land".
Nogle fester resten af natten med masser af musik, snak, natmad og våde varer. De sidste natteravne finder først sengen langt ud på morgenen.